# هاري هاريس (ملاكم)
هاري هاريس (بالإنجليزية: Harry Harris)‏ مواليد 18 نوفمبر 1880 في شيكاغو - الوفاة 26 نوفمبر 1958، كان ملاكم أمريكي صنّف ضمن فئة وزن الديك. كان بطل العالم في سنة 1901.

## إحصائيات
خاض خلال مسيرته 54 نزالا، فاز في 40 وتعادل في 8 وخسر في 2. فاز بالضربة القاضية في 14 نزالا.

## روابط خارجية
- هاري هاريس على موقع بوكس ريك (الإنجليزية) (registration required)